# Cápali és Cápeti
A Cápali és Cápeti (eredeti cím: Sharky et Georges) francia televíziós rajzfilmsorozat, amelyet 1992-ben adtak le először. Franciaországban a Canal+ és a Cabou Cadin vetítette, Magyarországon a TV-2 és a TV2 sugározta.
A rajzfilmsorozat 52 félórás részből áll. Az eredeti címében csak Cápalit hívják cápának, a magyar verzióban Georges csak azért lett Cápeti, mert ez jobban hangzik.
A rajzfilmsorozat tanulságos elemekkel fűszerezett vicces mű. Az 1950-60-70-es évekbeli nyomozó filmek stílusára épül, ahol a városi nagy (Tengeropolisz) rengetegben mindig felkeresik a nyomozót (Sharky, azaz Cápali), és később hozzá csapódott segédjét (Georges, azaz Cápeti), hogy derítsék ki a megbúvó nagyobb bűntényeket, lopásokat, eltűnéseket, gaztetteket, amelyeket nagyobb bandák, illetve az őrült tudós medúza és a rák csinál a nagyvárosban.
A rajzfilm mindig egy nyomozói monológgal kezdődik, ami a város aznapi történéseit vetíti előre, illetve nyomozó barátaink életvitelét követi nyomon. A bűntények kinyomozása nem mindig indul valami szerencsésen. Sokszor leütik barátainkat, illetve tőrbe csalják őket, de jó nyomozókhoz híven mindig kiúsznak a helyzet magaslatára. Végül fordul a kocka, és a gonoszok elnyerik méltó büntetésüket.
Magyarországon a '90-es években mutatták be először. Cápali magyar hangja Hollósi Frigyes, Cápeti magyar hangja Józsa Imre.

## Szereplők
- Cápali – A nagy rózsaszín cápa.
- Cápeti – A kis citrom sárga, világoskék hátú bohóchal.
- Béla – A kis sötét sárga, sötétzöld hátú, fényképezős hal.

## Epizódok
1. Doktor Angolna és Rák úr
2. A szégyenbélyeg
3. A nevetőgörcs
4. Az algabánya foglya
5. A Rolling Stone halak hangversenye
6. Riadó az erőműben
7. Planktonláz
8. Cápali öröksége
9. Halpénz-hamisítók
10. Tengeropolisz utolsó napjai
11. Időgépek egymás ellen
12. Vigyázat, veszély! Veszett rákok
13. A Beronda háromszög
14. A hangok versenye
15. Omar Ben Sardine és a Szent Korall
16. Harc a víz alatti prérin
17. Filmfesztivál a tenger alatt
18. A tintahalcsont titka
19. Tőkehalak, reszkessetek!
20. A varázsló éjszakája
21. Ítéletidő a vadnyugaton
22. Omar a homár pórul jár
23. Riadalom Tengeropoliszban
24. Baj- és betonkeverők
25. Veszélyes utazás
26. Cirkusz a cirkuszban
27. Vigyázat, magasfeszültség!
28. Éljen Cápali és Cápeti!
29. Hűtve-fűtve
30. A másító sugár
31. Omar a homár a fedélzeten
32. Tükröm, tükröm mondd meg nékem!
33. Puszi, puszi, halamuszi
34. Mélytengeri rally
35. Osztrigák, oszolj!
36. Pulyka Ben ráfázott megen
37. Cápali és az aranyérem
38. Választás a halvilágban
39. A Koránium 37 szörnyei
40. Csillagszerenád
41. Körmintázó
42. Pufi és a déltengeri hólyag
43. Fény, kamera, katasztrófa
44. Cápali a színpadon
45. Szultán nem alhatik
46. Sakk-matt
47. Különleges küldemény
48. Meglepetés a mélyből
49. Van egy odú a tengernek fenekén
50. Halleves
51. Mami, ez múmia!
52. Cápali, Cápeti és a kitörés temploma
53. Halálra hízott hal, avagy éhhalál
54. Azonosítatlan lebegő tárgy